# Eugene Gearty
Eugene Gearty (* 1960) ist ein US-amerikanischer Toningenieur. Er hat seit 1983 an über 80 Filmen mitgewirkt.

## Auszeichnungen
Gearty war 2002 für den Film Gangs of New York (2002) für einen Oscar in der Kategorie Bester Ton nominiert. Bei der Oscarverleihung 2012 gewann er einen Oscar in der Kategorie Bester Tonschnitt für seine Arbeit an Martin Scorseses Hugo Cabret. Außerdem gewann Gearty einen Emmy Award für die Fernsehserie Boardwalk Empire.